# Jure Travner
Jure Travner (Celje, 25 settembre 1985) è un calciatore sloveno, difensore dello Jabing.

## Palmarès

### Club

#### Competizioni nazionali
- Campionato sloveno: 2

Celje: 2019-2020
NŠ Mura: 2020-2021